# Lampanyctus pusillus
Il pesce lanterna minore (Lampanyctus pusillus) è un pesce abissale della famiglia Myctophidae.

## Distribuzione e habitat
Vive in tutti gli oceani nella fascia subtropicale e temperata calda, compreso il mar Mediterraneo e tutti i mari italiani dove è però rara.
Si incontra almeno fino a 1000 metri, in corrispondenza di acque assai più profonde. Ha abitudini pelagiche di profondità.

## Descrizione
È molto simile all'affine pesce lanterna coccodrillo come aspetto generale, si differenzia da questa specie per i seguenti caratteri:
- tra l'occhio e l'opercolo branchiale c'è un solo fotoforo e non tre
- sulla pinna adiposa non c'è nessun fotoforo
- su tutto il corpo sono presenti minuscoli fotofori, più o meno uno per ogni squama
- le dimensioni sono assai più piccole poiché non supera i 6 cm di lunghezza.

## Pesca
Occasionale, con reti pelagiche di profondità.